# 千针苋属
千针苋属（学名：Acroglochin）是藜科下的一个属，为一年生草本植物。该属仅有千针苋（Acroglochin persicarioides）一种，分布于印度北部及克什米尔地区。